# Mitja Blažič
Mitja Blažič, slovenski radijski novinar, aktivist za pravice LGBT-oseb, * 19. november 1974, Goriška Brda, Slovenija.
Osnovno šolo Briško-beneškega Odreda je obiskoval na Dobrovem v Goriških Brdih. Po končani osnovni šoli se je leta 1989 vpisal v gimnazijo v Novi Gorici (takratni Naravoslovni srednješolski center), kjer je leta 1993 tudi maturiral.

## Kariera
Z radijskim delom je pričel leta 1994 v novogoriškem studiu Radia Koper s poročanjem s prvih lokalnih volitev. Potem je nekaj let delal tu občasno z gostovanji v koprskem studiu Modrega vala radia Koper. Vmes je bil tudi dopisnik goriškega lokalnega časnika Oko, urednik glasila občine Brda Briški časnik in kluba goriških študentov Študjozo. Pisal je tudi članke za Sobotno prilogo in Večer.
Delal je tudi na TV Koper, vendar ga delo na televiziji ni navdušilo in ga je pustil po kratkem času. V letih 2000-2010 je delal kot novinar in redaktor v Uredništvu jutranjega in nočnega programa ter Izobraževalnem uredništvu na Prvem programu Radia Slovenija.
Bil je eden izmed 571. podpisnikov Peticije zoper cenzuro in politične pritiske na novinarje v Sloveniji.
V letih 2010 do 2019 je bil zaposlen pri Društvu informacijski center Legebitra, kjer je bil aktiven kot trener človekovih pravic, delal je na programu HIV/aids preventive, sodeloval pri programu za LGBT-starejše odrasle. Zadnji dve leti je na Legebitri s sodelavkami in sodelavci vzpostavil in vodil Mladinski center, specializiran za delo z LGBT-mladimi, ki je bil tedaj edini tovrsten mladinski center v državi. V letih 2014 - 2016 je vodil mednarodni partnerski projekt DIKE – Opolnomočenje ranljivih oseb in nevladnih organizacij za odpravo sistematične in strukturne diskriminacije LGB-ljudi, krepitev aktivnega državljanstva, krepitev pravne države, demokracije in socialne pravičnosti. V okviru projekta je nastala analiza slovenskega pravnega sistema, ki je razkrila, da so istospolni pari in družine v primerjavi s heterospolnimi prikrajšani za okvirno 200 pravic v 70 zakonih. 
Od leta 2020 dela kot svetovalec pri Zagovorniku načela enakosti, neodvisnemu državnemu organu za varstvo pred diskriminacijo.

## Življenje
Zaradi študija se je v devetdesetih iz Brd preselil v Ljubljano, kjer je živel skoraj 30 let. Leta 2022 pa se je s preselil, sprva v Trst, potem pa v Milje, kjer sta si s partnerjem uredila dom. 
S partnerjem sta bila prva državljana Slovenije, ki sta javno registrirala istospolno partnersko skupnost, kar jima je odprlo pot za vložitev pobude za presojo ustavnosti Zakona o registraciji istospolne partnerske skupnosti, za katerega sta trdila, da je disrkiminatoren, zlasti pri urejanju dedovanja. Ustavno sodišče jima je leta 2009 s soglasno odločbo dalo prav in parlamentu naložilo odpravo protiustavnosti v predpisu.
Leta 2003 sta s partnerjem ustanovila Društvo DIH, ki mu je Blažič tudi predsedoval do leta 2007.
25. junija 2009 je v ljubljanskem lokalu Open Cafe, enem izmed znanih ljubljanskih gej barov, bil napaden s strani treh mlajših zamaskiranih moških – Marka Kousa, Jana Stenovca in Jerneja Šercerja –, ki so se iz homofobije z baklami znesli nad lokal, pri čemer je sam utrpel poškodbe glave. Osumljence je izdala DNA, ki so jo forenziki našli na baklah, odvrženih v lokal in pred njega.
Marca 2010 so jih na ljubljanskem okrožnem sodišču obsodili na poldrugo leto zaporne kazni, ki pa so jo višji sodniki skrajšali. Kousa in Stenovca so obsodili na sedem mesecev, Šercerja pa na pet mesecev zapora. Med olajševalnimi okoliščinami so med drugim našteli dozdajšnjo nekaznovanost, njihovo mladost in da vsi izhajajo iz urejenega družinskega okolja. V dobro so jim šteli tudi, da si je prvoobtoženi našel službo, druga dva pa sta se vpisala na fakulteto. Čeprav je sodišče prve stopnje dvomilo o iskrenosti opravičila in obžalovanja, pa višji sodniki niso šli mimo tega, da so se vsi trije pokesali, se oškodovancu opravičili in s tem pokazali pozitiven odnos do njega.
Organiziran napad z baklami in kamenjem, sramoten za civilizirano družbo, je močno odmeval v javnosti. Po eni strani so strokovnjaki poudarjali, da je pomembna obsodilna sodba zaradi kaznivih dejanj spodbujanja sovraštva, nasilja in nestrpnosti, kar je bil takrat precedens v Sloveniji, po drugi strani pa so bili nekateri presenečeni nad olajševalnimi okoliščinami višjega sodišča, ki so pripeljale do milejše kazenske sankcije. Obramba pa je ves čas trdila, da zaporna kazen odstopa od ustaljene prakse in sodišča za takšna dejanja praviloma izrekajo pogojne obsodbe.
Čeprav se je trojica na sojenju pokesala in Blažiču opravičila, si po črki zakona niso umazali rok z napadom na Open Cafe in so povsem nedolžni. Zaradi neupravičenega pripora oziroma zapora, kazen so namreč v celoti že odslužili, pa bodo zdaj od države bržkone terjali denarni obliž. »Kazenski postopek zoper mojo stranko je ustavljen, odškodninski postopek zoper državo pa se šele začenja,« je bil jasen odvetnik Miha Kunič.
Sodba je dobila epilog, s katerim so bili napadalci oprani krivde in torej nekaznovani, poravnati so morali le odškodnino za nastalo škodo v lokalu.

Tedaj je Mitja Blažič podal odzivno izjavo:
Kot aktivist za človekove pravice podpiram vsakršno odstranjevanje protiustavnosti in kršitev temeljnih človekovih pravic iz zakonodaje. V primeru homofobnega napada na Cafe Open to sicer pomeni, da pravičnosti nikoli ne bo zadoščeno, saj je kazenski pregon v celoti padel. Ker pa so napadalci v postopku mediacije krivdo priznali in plačali odškodnino, trdim, da bodo v moralnem smislu za vedno ostali zapisani kot osebe, ki so iz sovraštva do istospolno usmerjenih izvedli organiziran homofobni napad. – Mitja Blažič